# José María Elorrieta
José María Elorrieta (Madrid, 1 de febrero de 1921 – Madrid, 22 de febrero de 1974) fue un director de cine español.
Su hijo, Javier, también es director de cine.

## Filmografía
| Año  | Película                        |
| ---- | ------------------------------- |
| 1967 | Una bruja sin escoba            |
| 1966 | La muchacha del Nilo            |
| 1965 | El halcón de Castilla           |
| 1964 | La carga                        |
| 1963 | El diablo en vacaciones         |
| 1963 | Los conquistadores del Pacífico |
| 1962 | Rosa de Lima                    |
| 1962 | Mi adorable esclava             |
| 1962 | Usted tiene ojos de mujer fatal |
| 1961 | Canción de cuna                 |
| 1961 | Esa pícara pelirroja            |
| 1961 | La bella Mimí                   |
| 1960 | La corista                      |
| 1960 | Pasa la tuna                    |
| 1958 | Muchachas en vacaciones         |
| 1958 | Habanera                        |
| 1957 | Mensajeros de paz               |
| 1956 | El fenómeno                     |
| 1955 | Al fin solos                    |
| 1954 | Toreros por alegrías            |
| 1954 | Tres huchas para Oriente        |
| 1954 | María Dolores                   |
| 1946 | Ginesito (inconclusa)           |